# Khúc côn cầu trên băng tại Thế vận hội Mùa đông 2018 - Nam
Giải đấu khúc côn cầu trên băng nam tại Thế vận hội Mùa đông 2018 diễn ra ở Gangneung, Hàn Quốc từ 14 tới 25 tháng 2 năm 2018. Có 12 nước giành quyền tham dự giải đấu này; tám trong số đó giành suất trực tiếp thông qua bảng xếp hạng của Liên đoàn khúc côn cầu trên băng quốc tế, một suất đặc cách dành cho chủ nhà Hàn Quốc, trong khi ba suất còn lại thông qua một giải đấu vòng loại.
Đây là lần đầu tiên sau năm kỳ Thế vận hội liên tiếp National Hockey League không cho cho phép các cầu thủ trong giải của họ tham dự Olympic. Khác với NHL, đa số các giải khúc côn cầu châu Âu đều hoãn thi đấu trong dịp Olympic diễn ra, tiêu biểu là KHL của Nga nghỉ 33 ngày, Swedish Hockey League của Thụy Điển nghỉ 14 ngày, National League của Thụy Sĩ nghỉ 25 ngày, Eishockey Liga của Đức nghỉ 26 ngày, Extraliga của Cộng hòa Séc nghỉ 18 ngày và Tipsport liga của Slovakia nghỉ 14 ngày. Ngoài ra SM-liiga của Phần Lan không hoãn lịch thi đấu nhưng vẫn các cầu thủ tham dự Olympic.
Đội tuyển Nga thi đấu với tên gọi Vận động viên Olympic từ Nga (OAR) giành huy chương vàng sau khi đánh bại đội tuyển Đức với tỉ số 4-3 trong trận chung kết.

## Vòng loại
Canada, Nga, Thụy Điển, Phần Lan, Hoa Kỳ, Cộng hòa Séc, Thụy Sĩ, và Slovakia là tám đội đứng đầu IIHF World Ranking vào năm 2015.
Hàn Quốc giành vé nhờ là chủ nhà. Nhằm có được một đội hình mạnh, chính phủ Hàn Quốc quyết định trao quốc tịch Hàn Quốc cho một cầu thủ Mỹ và sáu cầu thủ Canada đang thi đấu ở Hàn Quốc để họ tham gia thành phần đội tuyển. Ba đội còn lại giành vé thông qua giải đấu vòng loại.

### Các đội vượt qua vòng loại
| Sự kiện                      | Ngày                                     | Địa điểm            | Số đội | Quốc gia                                                                            |
| ---------------------------- | ---------------------------------------- | ------------------- | ------ | ----------------------------------------------------------------------------------- |
| Chủ nhà                      | 19 tháng 9 năm 2014                      | Tenerife            | 1      | Hàn Quốc                                                                            |
| Xếp hạng thế giới 2015[a]    | 2 tháng 4 năm 2012 – 17 tháng 5 năm 2015 | Praha và Ostrava[b] | 8      | Thụy Điển · Phần Lan · Canada · Nga[c] · Hoa Kỳ · Cộng hòa Séc · Thụy Sĩ · Slovakia |
| Giải đấu vòng loại cuối cùng | 1–4 tháng 9 năm 2016                     | Minsk               | 1      | Slovenia                                                                            |
| Giải đấu vòng loại cuối cùng | 1–4 tháng 9 năm 2016                     | Riga                | 1      | Đức                                                                                 |
| Giải đấu vòng loại cuối cùng | 1–4 tháng 9 năm 2016                     | Oslo                | 1      | Na Uy                                                                               |
| Tổng                         |                                          |                     | 12     |                                                                                     |

Ghi chú
1. a Bảng xếp hạng thế giới 2015 gồm các giải đấu sau: Giải vô địch thế giới 2012, Giải vô địch thế giới 2013, Thế vận hội Mùa đông 2014, Giải vô địch thế giới 2014 và Giải vô địch thế giới 2015
2. b Praha và Ostrava là địa điểm diễn ra Giải vô địch khúc côn cầu trên băng thế giới 2015; sau khi giải đấu kết thúc thứ hạng chính thức được chốt lại.
3. c Vào tháng 12 năm 2017, Ủy ban Olympic Quốc tế cấm Nga tham gia Thế vận hội Mùa đông do các cáo buộc doping. Các vận động viên Nga chứng minh mình trong sạch sẽ được tham dự với tư cách Vận động viên Olympic từ Nga.[14]

## Trọng tài
14 trọng tài chính và 14 trọng tài biên tham gia giải đấu.
| Trọng tài chính - Oliver Gouin - Brett Iverson - Jan Hribik - Antonín Jeřábek - Aleksi Rantala - Anssi Salonen - Roman Gofman - Konstantin Olenin - Daniel Stricker - Tobias Wehrli - Jozef Kubuš - Linus Öhlund - Mark Lemelin - Timothy Mayer | Trọng tài biên - Nathan Vanoosten - Vít Lederer - Miroslav Lhotský - Hannu Sormunen - Sakari Suominen - Lukas Kohlmüller - Gleb Lazarev - Alexander Otmakhov - Nicolas Fluri - Roman Kaderli - Jimmy Dahmen - Henrik Pihlblad - Fraser McIntyre - Judson Ritter |

## Vòng bảng
Giờ thi đấu là giờ địa phương (UTC+9).

### Tiêu chí xếp hạng
1. Số điểm (ba điểm cho một trận thắng trong thời gian chính, hai điểm cho một trận thắng trong thời gian hiệp phụ hoặc luân lưu, một điểm cho một trận thua hiệp phụ hoặc luân lưu, không điểm cho một trận thua trong thời gian chính);
2. Nếu hai đội bằng điểm, thành tích đối đầu sẽ quyết định thứ hạng;
3. Nếu ba hoặc bốn đội bằng điểm, các tiêu chí sau sẽ lần lượt được tính đến (nếu sau khi áp dụng một tiêu chí mà chỉ còn hai đội bằng chỉ số, kết quả đối đầu sẽ được tính tới):
  1. Số điểm trong các trận đối đầu giữa các đội;
  2. Hiệu số bàn bại trong các trận đối đầu giữa các đội;
  3. Số bàn thắng ghi được trong các trận đối đầu giữa các đội;
  4. Nếu ba đội vẫn bằng điểm, kết quả đối đầu của mỗi đội trong số các đội bằng điểm với đội còn lại trong bảng sẽ được tính đến (điểm, hiệu số, số bàn thắng);
  5. Vị trí trên Bảng xếp hạng thế giới 2017.

### Bảng A
| VT | Đội          | Tr | T | THP | BHP | B | BT | BB | BHS | Đ | Giành quyền tham dự    |
| -- | ------------ | -- | - | --- | --- | - | -- | -- | --- | - | ---------------------- |
| 1  | Cộng hòa Séc | 3  | 2 | 1   | 0   | 0 | 9  | 4  | +5  | 8 | Tứ kết                 |
| 2  | Canada       | 3  | 2 | 0   | 1   | 0 | 11 | 4  | +7  | 7 | Tứ kết                 |
| 3  | Thụy Sĩ      | 3  | 1 | 0   | 0   | 2 | 10 | 9  | +1  | 3 | Playoff loại trực tiếp |
| 4  | Hàn Quốc (H) | 3  | 0 | 0   | 0   | 3 | 1  | 14 | −13 | 0 | Playoff loại trực tiếp |

| 15 tháng 2 năm 2018 21:10 | Cộng hòa Séc | 2–1 (2–1, 0–0, 0–0) | Hàn Quốc | Gangneung Hockey Centre, Pyeongchang Số khán giả: 6.025 |

| Nguồn | Nguồn           | Nguồn                            | Nguồn       | Nguồn                                                                                |
| --- | --------------- | -------------------------------- | ----------- | ------------------------------------------------------------------------------------ |
| | Pavel Francouz  | Thủ môn                          | Matt Dalton | Trọng tài: Mark Lemelin Linus Öhlund Trọng tài biên: Henrik Pihlblad Sakari Suominen |
| \| \| 0–1 \| 07:34 – Cho M. (Radunske, Swift) \| \| Kovář (Řepík, Sekáč) (PP) – 11:59 \| 1–1 \| \| \| Řepík (Birner, Francouz) (SH) – 16:18 \| 2–1 \| \| |                 |                                  |             | Trọng tài: Mark Lemelin Linus Öhlund Trọng tài biên: Henrik Pihlblad Sakari Suominen |
| 8 phút | Số phút bị phạt | 6 phút                           |             | Trọng tài: Mark Lemelin Linus Öhlund Trọng tài biên: Henrik Pihlblad Sakari Suominen |
| 40 | Số cú đánh      | 18                               |             | Trọng tài: Mark Lemelin Linus Öhlund Trọng tài biên: Henrik Pihlblad Sakari Suominen |
| | 0–1             | 07:34 – Cho M. (Radunske, Swift) |             | Trọng tài: Mark Lemelin Linus Öhlund Trọng tài biên: Henrik Pihlblad Sakari Suominen |
| Kovář (Řepík, Sekáč) (PP) – 11:59 | 1–1             |                                  |             | Trọng tài: Mark Lemelin Linus Öhlund Trọng tài biên: Henrik Pihlblad Sakari Suominen |
| Řepík (Birner, Francouz) (SH) – 16:18 | 2–1             |                                  |             | Trọng tài: Mark Lemelin Linus Öhlund Trọng tài biên: Henrik Pihlblad Sakari Suominen |

| 15 tháng 2 năm 2018 21:10 | Thụy Sĩ | 1–5 (0–2, 0–2, 1–1) | Canada | Kwandong Hockey Centre, Gangneung Số khán giả: 2.802 |

| Nguồn | Nguồn                        | Nguồn                                | Nguồn        | Nguồn                                                                                        |
| --- | ---------------------------- | ------------------------------------ | ------------ | -------------------------------------------------------------------------------------------- |
| | Leonardo Genoni Jonas Hiller | Thủ môn                              | Ben Scrivens | Trọng tài: Antonín Jeřábek Konstantin Olenin Trọng tài biên: Jimmy Dahmen Alexander Otmakhov |
| \| \| 0–1 \| 02:57 – Bourque (Lee, Roy) \| \| \| 0–2 \| 07:30 – Noreau (Lee, Roy) (PP) \| \| \| 0–3 \| 25:00 – Bourque (Roy) (PP) \| \| \| 0–4 \| 25:52 – Wolski (Noreau) \| \| Moser (Rüfenacht, Ambühl) (PP, EA) – 47:33 \| 1–4 \| \| \| \| 1–5 \| 54:53 – Wolski (Kelly, Ebbett) (ENG) \| |                              |                                      |              | Trọng tài: Antonín Jeřábek Konstantin Olenin Trọng tài biên: Jimmy Dahmen Alexander Otmakhov |
| 6 phút | Số phút bị phạt              | 6 phút                               |              | Trọng tài: Antonín Jeřábek Konstantin Olenin Trọng tài biên: Jimmy Dahmen Alexander Otmakhov |
| 29 | Số cú đánh                   | 28                                   |              | Trọng tài: Antonín Jeřábek Konstantin Olenin Trọng tài biên: Jimmy Dahmen Alexander Otmakhov |
| | 0–1                          | 02:57 – Bourque (Lee, Roy)           |              | Trọng tài: Antonín Jeřábek Konstantin Olenin Trọng tài biên: Jimmy Dahmen Alexander Otmakhov |
| | 0–2                          | 07:30 – Noreau (Lee, Roy) (PP)       |              | Trọng tài: Antonín Jeřábek Konstantin Olenin Trọng tài biên: Jimmy Dahmen Alexander Otmakhov |
| | 0–3                          | 25:00 – Bourque (Roy) (PP)           |              | Trọng tài: Antonín Jeřábek Konstantin Olenin Trọng tài biên: Jimmy Dahmen Alexander Otmakhov |
| | 0–4                          | 25:52 – Wolski (Noreau)              |              |                                                                                              |
| Moser (Rüfenacht, Ambühl) (PP, EA) – 47:33 | 1–4                          |                                      |              |                                                                                              |
| | 1–5                          | 54:53 – Wolski (Kelly, Ebbett) (ENG) |              |                                                                                              |

| 17 tháng 2 năm 2018 12:10 | Canada | 2–3 GWS (2–1, 0–1, 0–0) (OT: 0–0) (SO: 0–1) | Cộng hòa Séc | Gangneung Hockey Centre, Gangneung Số khán giả: 6.731 |

| Nguồn | Nguồn           | Nguồn                          | Nguồn          | Nguồn                                                                            |
| --- | --------------- | ------------------------------ | -------------- | -------------------------------------------------------------------------------- |
| | Ben Scrivens    | Thủ môn                        | Pavel Francouz | Trọng tài: Roman Gofman Anssi Salonen Trọng tài biên: Gleb Lazarov Judson Ritter |
| \| Raymond (Vey, Gragnani) (PP) – 01:13 \| 1–0 \| \| \| \| 1–1 \| 06:52 – Kubalík \| \| Bourque (Noreau, Brulé) (PP) – 13:30 \| 2–1 \| \| \| \| 2–2 \| 20:25 – Jordán (Birner, Horák) \| |                 |                                |                | Trọng tài: Roman Gofman Anssi Salonen Trọng tài biên: Gleb Lazarov Judson Ritter |
| Lapierre Wolski Roy Bourque Noreau | Luân lưu        | Růžička Koukal Kovář Červenka  |                | Trọng tài: Roman Gofman Anssi Salonen Trọng tài biên: Gleb Lazarov Judson Ritter |
| 6 phút | Số phút bị phạt | 10 phút                        |                | Trọng tài: Roman Gofman Anssi Salonen Trọng tài biên: Gleb Lazarov Judson Ritter |
| 33 | Số cú đánh      | 21                             |                | Trọng tài: Roman Gofman Anssi Salonen Trọng tài biên: Gleb Lazarov Judson Ritter |
| Raymond (Vey, Gragnani) (PP) – 01:13 | 1–0             |                                |                | Trọng tài: Roman Gofman Anssi Salonen Trọng tài biên: Gleb Lazarov Judson Ritter |
| | 1–1             | 06:52 – Kubalík                |                | Trọng tài: Roman Gofman Anssi Salonen Trọng tài biên: Gleb Lazarov Judson Ritter |
| Bourque (Noreau, Brulé) (PP) – 13:30 | 2–1             |                                |                |                                                                                  |
| | 2–2             | 20:25 – Jordán (Birner, Horák) |                |                                                                                  |

| 17 tháng 2 năm 2018 16:40 | Hàn Quốc | 0–8 (0–1, 0–2, 0–5) | Thụy Sĩ | Gangneung Hockey Centre, Pyeongchang Số khán giả: 6.568 |

| Nguồn | Nguồn                    | Nguồn                                   | Nguồn        | Nguồn                                                                                 |
| --- | ------------------------ | --------------------------------------- | ------------ | ------------------------------------------------------------------------------------- |
| | Matt Dalton Park Sung-je | Thủ môn                                 | Jonas Hiller | Trọng tài: Jan Hribik Aleksi Rantala Trọng tài biên: Miroslav Lhotský Fraser McIntyre |
| \| \| 0–1 \| 10:23 – Hollenstein (Haas, Loeffel) \| \| \| 0–2 \| 27:36 – Du Bois \| \| \| 0–3 \| 35:55 – Suter (Herzog) \| \| \| 0–4 \| 43:50 – Rüfenacht (Untersander, Almond) \| \| \| 0–5 \| 45:17 – Suter (Ambühl, Moser) \| \| \| 0–6 \| 46:45 – Schäppi (Almond, Geering) \| \| \| 0–7 \| 51:24 – Suter (Geering, Ambühl) \| \| \| 0–8 \| 55:10 – Corvi (Hofmann, Du Bois) \| |                          |                                         |              | Trọng tài: Jan Hribik Aleksi Rantala Trọng tài biên: Miroslav Lhotský Fraser McIntyre |
| 8 phút | Số phút bị phạt          | 10 phút                                 |              | Trọng tài: Jan Hribik Aleksi Rantala Trọng tài biên: Miroslav Lhotský Fraser McIntyre |
| 25 | Số cú đánh               | 34                                      |              | Trọng tài: Jan Hribik Aleksi Rantala Trọng tài biên: Miroslav Lhotský Fraser McIntyre |
| | 0–1                      | 10:23 – Hollenstein (Haas, Loeffel)     |              | Trọng tài: Jan Hribik Aleksi Rantala Trọng tài biên: Miroslav Lhotský Fraser McIntyre |
| | 0–2                      | 27:36 – Du Bois                         |              | Trọng tài: Jan Hribik Aleksi Rantala Trọng tài biên: Miroslav Lhotský Fraser McIntyre |
| | 0–3                      | 35:55 – Suter (Herzog)                  |              | Trọng tài: Jan Hribik Aleksi Rantala Trọng tài biên: Miroslav Lhotský Fraser McIntyre |
| | 0–4                      | 43:50 – Rüfenacht (Untersander, Almond) |              |                                                                                       |
| | 0–5                      | 45:17 – Suter (Ambühl, Moser)           |              |                                                                                       |
| | 0–6                      | 46:45 – Schäppi (Almond, Geering)       |              |                                                                                       |
| | 0–7                      | 51:24 – Suter (Geering, Ambühl)         |              |                                                                                       |
| | 0–8                      | 55:10 – Corvi (Hofmann, Du Bois)        |              |                                                                                       |

| 18 tháng 2 năm 2018 16:40 | Cộng hòa Séc | 4–1 (1–1, 0–0, 3–0) | Thụy Sĩ | Gangneung Hockey Centre, Pyeongchang Số khán giả: 6.137 |

| Nguồn | Nguồn           | Nguồn                             | Nguồn        | Nguồn                                                                                     |
| --- | --------------- | --------------------------------- | ------------ | ----------------------------------------------------------------------------------------- |
| | Pavel Francouz  | Thủ môn                           | Jonas Hiller | Trọng tài: Brett Iverson Konstantin Olenin Trọng tài biên: Judson Ritter Nathan Vanoosten |
| \| Řepík (Erat, Horák) (PP) – 07:09 \| 1–0 \| \| \| \| 1–1 \| 14:47 – Rüfenacht (Ambühl, Suter) \| \| Kubalík (Kovář, Kolář) – 43:02 \| 2–1 \| \| \| Červenka (Kolář) (ENG) – 58:40 \| 3–1 \| \| \| Řepík (Birner, Nakládal) (ENG) – 59:11 \| 4–1 \| \| |                 |                                   |              | Trọng tài: Brett Iverson Konstantin Olenin Trọng tài biên: Judson Ritter Nathan Vanoosten |
| 10 phút | Số phút bị phạt | 2 phút                            |              | Trọng tài: Brett Iverson Konstantin Olenin Trọng tài biên: Judson Ritter Nathan Vanoosten |
| 28 | Số cú đánh      | 29                                |              | Trọng tài: Brett Iverson Konstantin Olenin Trọng tài biên: Judson Ritter Nathan Vanoosten |
| Řepík (Erat, Horák) (PP) – 07:09 | 1–0             |                                   |              | Trọng tài: Brett Iverson Konstantin Olenin Trọng tài biên: Judson Ritter Nathan Vanoosten |
| | 1–1             | 14:47 – Rüfenacht (Ambühl, Suter) |              | Trọng tài: Brett Iverson Konstantin Olenin Trọng tài biên: Judson Ritter Nathan Vanoosten |
| Kubalík (Kovář, Kolář) – 43:02 | 2–1             |                                   |              | Trọng tài: Brett Iverson Konstantin Olenin Trọng tài biên: Judson Ritter Nathan Vanoosten |
| Červenka (Kolář) (ENG) – 58:40 | 3–1             |                                   |              |                                                                                           |
| Řepík (Birner, Nakládal) (ENG) – 59:11 | 4–1             |                                   |              |                                                                                           |

| 18 tháng 2 năm 2018 21:10 | Canada | 4–0 (1–0, 1–0, 2–0) | Hàn Quốc | Gangneung Hockey Centre, Gangneung Số khán giả: 6.038 |

| Nguồn | Nguồn           | Nguồn   | Nguồn       | Nguồn                                                                            |
| --- | --------------- | ------- | ----------- | -------------------------------------------------------------------------------- |
| | Kevin Poulin    | Thủ môn | Matt Dalton | Trọng tài: Jozef Kubuš Daniel Stricker Trọng tài biên: Nicolas Fluri Vít Lederer |
| \| Thomas (Genoway, Wolski) – 07:36 \| 1–0 \| \| \| O'Dell (Gragnani, Noreau) – 34:22 \| 2–0 \| \| \| Lapierre (Roy) – 45:43 \| 3–0 \| \| \| Brulé (Lee, Roy) (PP) – 58:02 \| 4–0 \| \| |                 |         |             | Trọng tài: Jozef Kubuš Daniel Stricker Trọng tài biên: Nicolas Fluri Vít Lederer |
| 8 phút | Số phút bị phạt | 8 phút  |             | Trọng tài: Jozef Kubuš Daniel Stricker Trọng tài biên: Nicolas Fluri Vít Lederer |
| 49 | Số cú đánh      | 19      |             | Trọng tài: Jozef Kubuš Daniel Stricker Trọng tài biên: Nicolas Fluri Vít Lederer |
| Thomas (Genoway, Wolski) – 07:36 | 1–0             |         |             | Trọng tài: Jozef Kubuš Daniel Stricker Trọng tài biên: Nicolas Fluri Vít Lederer |
| O'Dell (Gragnani, Noreau) – 34:22 | 2–0             |         |             | Trọng tài: Jozef Kubuš Daniel Stricker Trọng tài biên: Nicolas Fluri Vít Lederer |
| Lapierre (Roy) – 45:43 | 3–0             |         |             | Trọng tài: Jozef Kubuš Daniel Stricker Trọng tài biên: Nicolas Fluri Vít Lederer |
| Brulé (Lee, Roy) (PP) – 58:02 | 4–0             |         |             |                                                                                  |

### Bảng B
| VT | Đội                          | Tr | T | THP | BHP | B | BT | BB | BHS | Đ | Giành quyền tham dự    |
| -- | ---------------------------- | -- | - | --- | --- | - | -- | -- | --- | - | ---------------------- |
| 1  | Vận động viên Olympic từ Nga | 3  | 2 | 0   | 0   | 1 | 14 | 5  | +9  | 6 | Tứ kết                 |
| 2  | Slovenia                     | 3  | 0 | 2   | 0   | 1 | 8  | 12 | −4  | 4 | Playoff loại trực tiếp |
| 3  | Hoa Kỳ                       | 3  | 1 | 0   | 1   | 1 | 4  | 8  | −4  | 4 | Playoff loại trực tiếp |
| 4  | Slovakia                     | 3  | 1 | 0   | 1   | 1 | 6  | 7  | −1  | 4 | Playoff loại trực tiếp |

1. 1 2 3  Slovenia 4 Đ; Hoa Kỳ 4 Đ; Slovakia 1 Đ. Slovenia thắng Hoa Kỳ 3–2 trong hiệp phụ.

| 14 tháng 2 năm 2018 21:10 | Slovakia | 3–2 (2–2, 0–0, 1–0) | Vận động viên Olympic từ Nga | Gangneung Hockey Centre, Pyeongchang Số khán giả: 4.025 |

| Nguồn | Nguồn            | Nguồn                               | Nguồn             | Nguồn                                                                                |
| --- | ---------------- | ----------------------------------- | ----------------- | ------------------------------------------------------------------------------------ |
| | Branislav Konrád | Thủ môn                             | Vasily Koshechkin | Trọng tài: Brett Iverson Aleksi Rantala Trọng tài biên: Vít Lederer Nathan Vanoosten |
| \| \| 0–1 \| 02:54 – Gavrikov (Voinov, Shirokov) \| \| \| 0–2 \| 04:08 – Kaprizov (Gusev, Gavrikov) \| \| Ölvecký (Graňák) – 16:05 \| 1–2 \| \| \| Bakoš – 17:55 \| 2–2 \| \| \| Čerešňák (Haščák, Bakoš) (PP) – 48:30 \| 3–2 \| \| |                  |                                     |                   | Trọng tài: Brett Iverson Aleksi Rantala Trọng tài biên: Vít Lederer Nathan Vanoosten |
| 12 phút | Số phút bị phạt  | 10 phút                             |                   | Trọng tài: Brett Iverson Aleksi Rantala Trọng tài biên: Vít Lederer Nathan Vanoosten |
| 19 | Số cú đánh       | 22                                  |                   | Trọng tài: Brett Iverson Aleksi Rantala Trọng tài biên: Vít Lederer Nathan Vanoosten |
| | 0–1              | 02:54 – Gavrikov (Voinov, Shirokov) |                   | Trọng tài: Brett Iverson Aleksi Rantala Trọng tài biên: Vít Lederer Nathan Vanoosten |
| | 0–2              | 04:08 – Kaprizov (Gusev, Gavrikov)  |                   | Trọng tài: Brett Iverson Aleksi Rantala Trọng tài biên: Vít Lederer Nathan Vanoosten |
| Ölvecký (Graňák) – 16:05 | 1–2              |                                     |                   | Trọng tài: Brett Iverson Aleksi Rantala Trọng tài biên: Vít Lederer Nathan Vanoosten |
| Bakoš – 17:55 | 2–2              |                                     |                   |                                                                                      |
| Čerešňák (Haščák, Bakoš) (PP) – 48:30 | 3–2              |                                     |                   |                                                                                      |

| 14 tháng 2 năm 2018 21:10 | Hoa Kỳ | 2–3 OT (1–0, 1–0, 0–2) (OT 0–1) | Slovenia | Kwandong Hockey Centre, Pyeongchang Số khán giả: 3.348 |

| Nguồn | Nguồn           | Nguồn                            | Nguồn          | Nguồn                                                                              |
| --- | --------------- | -------------------------------- | -------------- | ---------------------------------------------------------------------------------- |
| | Ryan Zapolski   | Thủ môn                          | Gašper Krošelj | Trọng tài: Jan Hribik Anssi Salonen Trọng tài biên: Roman Kaderli Lukas Kohlmüller |
| \| O'Neill (Roe, Donato) – 17:44 \| 1–0 \| \| \| Greenway (O'Neill, Sanguinetti) – 32:57 \| 2–0 \| \| \| \| 2–1 \| 45:49 – Urbas (Gregorc, Vidmar) \| \| \| 2–2 \| 58:23 – Muršak (Gregorc, Verlič) \| \| \| 2–3 \| 60:38 – Muršak (Tičar, Urbas) \| |                 |                                  |                | Trọng tài: Jan Hribik Anssi Salonen Trọng tài biên: Roman Kaderli Lukas Kohlmüller |
| 6 phút | Số phút bị phạt | 6 phút                           |                | Trọng tài: Jan Hribik Anssi Salonen Trọng tài biên: Roman Kaderli Lukas Kohlmüller |
| 36 | Số cú đánh      | 25                               |                | Trọng tài: Jan Hribik Anssi Salonen Trọng tài biên: Roman Kaderli Lukas Kohlmüller |
| O'Neill (Roe, Donato) – 17:44 | 1–0             |                                  |                | Trọng tài: Jan Hribik Anssi Salonen Trọng tài biên: Roman Kaderli Lukas Kohlmüller |
| Greenway (O'Neill, Sanguinetti) – 32:57 | 2–0             |                                  |                | Trọng tài: Jan Hribik Anssi Salonen Trọng tài biên: Roman Kaderli Lukas Kohlmüller |
| | 2–1             | 45:49 – Urbas (Gregorc, Vidmar)  |                | Trọng tài: Jan Hribik Anssi Salonen Trọng tài biên: Roman Kaderli Lukas Kohlmüller |
| | 2–2             | 58:23 – Muršak (Gregorc, Verlič) |                |                                                                                    |
| | 2–3             | 60:38 – Muršak (Tičar, Urbas)    |                |                                                                                    |

| 16 tháng 2 năm 2018 12:10 | Hoa Kỳ | 2–1 (1–1, 0–0, 1–0) | Slovakia | Gangneung Hockey Centre, Pyeongchang Số khán giả: 5.652 |

| Nguồn | Nguồn           | Nguồn                              | Nguồn    | Nguồn                                                                                   |
| --- | --------------- | ---------------------------------- | -------- | --------------------------------------------------------------------------------------- |
| | Ryan Zapolski   | Thủ môn                            | Ján Laco | Trọng tài: Olivier Gouin Tobias Wehrli Trọng tài biên: Nicolas Fluri Alexander Otmakhov |
| \| Donato (Terry, Bourque) (PP) – 07:10 \| 1–0 \| \| \| \| 1–1 \| 07:35 – Kudrna (Surový, Čajkovský) \| \| Donato (Arcobello, Bourque) (PP) – 42:51 \| 2–1 \| \| |                 |                                    |          | Trọng tài: Olivier Gouin Tobias Wehrli Trọng tài biên: Nicolas Fluri Alexander Otmakhov |
| 4 phút | Số phút bị phạt | 10 phút                            |          | Trọng tài: Olivier Gouin Tobias Wehrli Trọng tài biên: Nicolas Fluri Alexander Otmakhov |
| 31 | Số cú đánh      | 22                                 |          | Trọng tài: Olivier Gouin Tobias Wehrli Trọng tài biên: Nicolas Fluri Alexander Otmakhov |
| Donato (Terry, Bourque) (PP) – 07:10 | 1–0             |                                    |          | Trọng tài: Olivier Gouin Tobias Wehrli Trọng tài biên: Nicolas Fluri Alexander Otmakhov |
| | 1–1             | 07:35 – Kudrna (Surový, Čajkovský) |          | Trọng tài: Olivier Gouin Tobias Wehrli Trọng tài biên: Nicolas Fluri Alexander Otmakhov |
| Donato (Arcobello, Bourque) (PP) – 42:51 | 2–1             |                                    |          | Trọng tài: Olivier Gouin Tobias Wehrli Trọng tài biên: Nicolas Fluri Alexander Otmakhov |

| 16 tháng 2 năm 2018 16:40 | Vận động viên Olympic từ Nga | 8–2 (2–0, 4–1, 2–1) | Slovenia | Gangneung Hockey Centre, Pyeongchang Số khán giả: 6.018 |

| Nguồn | Nguồn                          | Nguồn                           | Nguồn        | Nguồn                                                                                   |
| --- | ------------------------------ | ------------------------------- | ------------ | --------------------------------------------------------------------------------------- |
| | Vasily Koshechkin Ilya Sorokin | Thủ môn                         | Luka Gračnar | Trọng tài: Mark Lemelin Daniel Stricker Trọng tài biên: Lukas Kohlmüller Hannu Sormunen |
| \| Mozyakin (Datsyuk, Gusev) (PP) – 18:23 \| 1–0 \| \| \| Kovalchuk (Yakovlev, Andronov) – 18:45 \| 2–0 \| \| \| Barabanov (Grigorenko, Kalinin) (PP) – 26:00 \| 3–0 \| \| \| Kablukov (Kovalchuk, Zub) – 28:48 \| 4–0 \| \| \| Kaprizov (Gusev, Kiselevich) – 30:02 \| 5–0 \| \| \| \| 5–1 \| 33:31 – Muršak (Verlič, Kuralt) \| \| Kovalchuk (Kalinin, Andronov) – 37:16 \| 6–1 \| \| \| Kaprizov (Datsyuk, Kiselevich) – 41:15 \| 7–1 \| \| \| Kaprizov (Zub, Gusev) – 47:12 \| 8–1 \| \| \| \| 8–2 \| 59:27 – Pance \| |                                |                                 |              | Trọng tài: Mark Lemelin Daniel Stricker Trọng tài biên: Lukas Kohlmüller Hannu Sormunen |
| 8 phút | Số phút bị phạt                | 6 phút                          |              | Trọng tài: Mark Lemelin Daniel Stricker Trọng tài biên: Lukas Kohlmüller Hannu Sormunen |
| 34 | Số cú đánh                     | 15                              |              | Trọng tài: Mark Lemelin Daniel Stricker Trọng tài biên: Lukas Kohlmüller Hannu Sormunen |
| Mozyakin (Datsyuk, Gusev) (PP) – 18:23 | 1–0                            |                                 |              | Trọng tài: Mark Lemelin Daniel Stricker Trọng tài biên: Lukas Kohlmüller Hannu Sormunen |
| Kovalchuk (Yakovlev, Andronov) – 18:45 | 2–0                            |                                 |              | Trọng tài: Mark Lemelin Daniel Stricker Trọng tài biên: Lukas Kohlmüller Hannu Sormunen |
| Barabanov (Grigorenko, Kalinin) (PP) – 26:00 | 3–0                            |                                 |              | Trọng tài: Mark Lemelin Daniel Stricker Trọng tài biên: Lukas Kohlmüller Hannu Sormunen |
| Kablukov (Kovalchuk, Zub) – 28:48 | 4–0                            |                                 |              |                                                                                         |
| Kaprizov (Gusev, Kiselevich) – 30:02 | 5–0                            |                                 |              |                                                                                         |
| | 5–1                            | 33:31 – Muršak (Verlič, Kuralt) |              |                                                                                         |
| Kovalchuk (Kalinin, Andronov) – 37:16 | 6–1                            |                                 |              |                                                                                         |
| Kaprizov (Datsyuk, Kiselevich) – 41:15 | 7–1                            |                                 |              |                                                                                         |
| Kaprizov (Zub, Gusev) – 47:12 | 8–1                            |                                 |              |                                                                                         |
| | 8–2                            | 59:27 – Pance                   |              |                                                                                         |

| 17 tháng 2 năm 2018 21:10 | Vận động viên Olympic từ Nga | 4–0 (1–0, 2–0, 1–0) | Hoa Kỳ | Gangneung Hockey Centre, Pyeongchang Số khán giả: 6.473 |

| Nguồn | Nguồn             | Nguồn   | Nguồn         | Nguồn                                                                         |
| --- | ----------------- | ------- | ------------- | ----------------------------------------------------------------------------- |
| | Vasily Koshechkin | Thủ môn | Ryan Zapolski | Trọng tài: Jozef Kubuš Linus Öhlund Trọng tài biên: Vít Lederer Nicolas Fluri |
| \| Prokhorkin (Mozyakin, Barabanov) – 07:21 \| 1–0 \| \| \| Prokhorkin (Shirokov, Mozyakin) – 22:14 \| 2–0 \| \| \| Kovalchuk (Andronov) – 39:59 \| 3–0 \| \| \| Kovalchuk (Voynov, Andronov) – 40:28 \| 4–0 \| \| |                   |         |               | Trọng tài: Jozef Kubuš Linus Öhlund Trọng tài biên: Vít Lederer Nicolas Fluri |
| 10 phút | Số phút bị phạt   | 10 phút |               | Trọng tài: Jozef Kubuš Linus Öhlund Trọng tài biên: Vít Lederer Nicolas Fluri |
| 26 | Số cú đánh        | 29      |               | Trọng tài: Jozef Kubuš Linus Öhlund Trọng tài biên: Vít Lederer Nicolas Fluri |
| Prokhorkin (Mozyakin, Barabanov) – 07:21 | 1–0               |         |               | Trọng tài: Jozef Kubuš Linus Öhlund Trọng tài biên: Vít Lederer Nicolas Fluri |
| Prokhorkin (Shirokov, Mozyakin) – 22:14 | 2–0               |         |               | Trọng tài: Jozef Kubuš Linus Öhlund Trọng tài biên: Vít Lederer Nicolas Fluri |
| Kovalchuk (Andronov) – 39:59 | 3–0               |         |               | Trọng tài: Jozef Kubuš Linus Öhlund Trọng tài biên: Vít Lederer Nicolas Fluri |
| Kovalchuk (Voynov, Andronov) – 40:28 | 4–0               |         |               |                                                                               |

| 17 tháng 2 năm 2018 21:10 | Slovenia | 3–2 GWS (0–0, 2–1, 0–1) (OT: 0–0) (SO: 1–0) | Slovakia | Kwandong Hockey Centre, Pyeongchang Số khán giả: 4.085 |

| Nguồn | Nguồn           | Nguồn                                  | Nguồn            | Nguồn                                                                                   |
| --- | --------------- | -------------------------------------- | ---------------- | --------------------------------------------------------------------------------------- |
| | Gašper Krošelj  | Thủ môn                                | Branislav Konrád | Trọng tài: Antonín Jeřábek Timothy Mayer Trọng tài biên: Hannu Sormunen Sakari Suominen |
| \| Gregorc (Muršak, Kuralt) (PP) – 21:00 \| 1–0 \| \| \| Kuralt (Muršak, Gregorc) (PP) – 24:16 \| 2–0 \| \| \| \| 2–1 \| 35:43 – Bubela (Čerešňák, Graňák) (PP) \| \| \| 2–2 \| 45:56 – Haščák (Graňák, Čerešňák) \| |                 |                                        |                  | Trọng tài: Antonín Jeřábek Timothy Mayer Trọng tài biên: Hannu Sormunen Sakari Suominen |
| Tičar Urbas Muršak Sabolič Jeglič | Luân lưu        | Kudrna Ölvecký Bakoš Nagy Haščák       |                  | Trọng tài: Antonín Jeřábek Timothy Mayer Trọng tài biên: Hannu Sormunen Sakari Suominen |
| 4 phút | Số phút bị phạt | 8 phút                                 |                  | Trọng tài: Antonín Jeřábek Timothy Mayer Trọng tài biên: Hannu Sormunen Sakari Suominen |
| 30 | Số cú đánh      | 25                                     |                  | Trọng tài: Antonín Jeřábek Timothy Mayer Trọng tài biên: Hannu Sormunen Sakari Suominen |
| Gregorc (Muršak, Kuralt) (PP) – 21:00 | 1–0             |                                        |                  | Trọng tài: Antonín Jeřábek Timothy Mayer Trọng tài biên: Hannu Sormunen Sakari Suominen |
| Kuralt (Muršak, Gregorc) (PP) – 24:16 | 2–0             |                                        |                  | Trọng tài: Antonín Jeřábek Timothy Mayer Trọng tài biên: Hannu Sormunen Sakari Suominen |
| | 2–1             | 35:43 – Bubela (Čerešňák, Graňák) (PP) |                  |                                                                                         |
| | 2–2             | 45:56 – Haščák (Graňák, Čerešňák)      |                  |                                                                                         |

### Bảng C
| VT | Đội       | Tr | T | THP | BHP | B | BT | BB | BHS | Đ | Giành quyền tham dự    |
| -- | --------- | -- | - | --- | --- | - | -- | -- | --- | - | ---------------------- |
| 1  | Thụy Điển | 3  | 3 | 0   | 0   | 0 | 8  | 1  | +7  | 9 | Tứ kết                 |
| 2  | Phần Lan  | 3  | 2 | 0   | 0   | 1 | 11 | 6  | +5  | 6 | Playoff loại trực tiếp |
| 3  | Đức       | 3  | 0 | 1   | 0   | 2 | 4  | 7  | −3  | 2 | Playoff loại trực tiếp |
| 4  | Na Uy     | 3  | 0 | 0   | 1   | 2 | 2  | 11 | −9  | 1 | Playoff loại trực tiếp |

| 15 tháng 2 năm 2018 12:10 | Phần Lan | 5–2 (2–1, 2–0, 1–1) | Đức | Gangneung Hockey Centre, Gangneung Số khán giả: 3.695 |

| Nguồn | Nguồn           | Nguồn                              | Nguồn                | Nguồn                                                                              |
| --- | --------------- | ---------------------------------- | -------------------- | ---------------------------------------------------------------------------------- |
| | Mikko Koskinen  | Thủ môn                            | Danny aus den Birken | Trọng tài: Oliver Gouin Jozef Kubuš Trọng tài biên: Nicolas Fluri Miroslav Lhotský |
| \| Lepistö (Kontiola, Tolvanen) (PP) – 03:13 \| 1–0 \| \| \| \| 1–1 \| 08:44 – Macek (Ehrhoff, Wolf) (PP) \| \| Pyörälä (Lajunen, Manninen) – 15:30 \| 2–1 \| \| \| Tolvanen (Hartikainen, Kemppainen) (PP) – 37:22 \| 3–1 \| \| \| Kukkonen (Kontiola, Tolvanen) – 38:43 \| 4–1 \| \| \| \| 4–2 \| 41:51 – Hördler \| \| Kemppainen (Tolvanen, Lepistö) (PP) – 52:48 \| 5–2 \| \| |                 |                                    |                      | Trọng tài: Oliver Gouin Jozef Kubuš Trọng tài biên: Nicolas Fluri Miroslav Lhotský |
| 10 phút | Số phút bị phạt | 10 phút                            |                      | Trọng tài: Oliver Gouin Jozef Kubuš Trọng tài biên: Nicolas Fluri Miroslav Lhotský |
| 20 | Số cú đánh      | 24                                 |                      | Trọng tài: Oliver Gouin Jozef Kubuš Trọng tài biên: Nicolas Fluri Miroslav Lhotský |
| Lepistö (Kontiola, Tolvanen) (PP) – 03:13 | 1–0             |                                    |                      | Trọng tài: Oliver Gouin Jozef Kubuš Trọng tài biên: Nicolas Fluri Miroslav Lhotský |
| | 1–1             | 08:44 – Macek (Ehrhoff, Wolf) (PP) |                      | Trọng tài: Oliver Gouin Jozef Kubuš Trọng tài biên: Nicolas Fluri Miroslav Lhotský |
| Pyörälä (Lajunen, Manninen) – 15:30 | 2–1             |                                    |                      | Trọng tài: Oliver Gouin Jozef Kubuš Trọng tài biên: Nicolas Fluri Miroslav Lhotský |
| Tolvanen (Hartikainen, Kemppainen) (PP) – 37:22 | 3–1             |                                    |                      |                                                                                    |
| Kukkonen (Kontiola, Tolvanen) – 38:43 | 4–1             |                                    |                      |                                                                                    |
| | 4–2             | 41:51 – Hördler                    |                      |                                                                                    |
| Kemppainen (Tolvanen, Lepistö) (PP) – 52:48 | 5–2             |                                    |                      |                                                                                    |

| 15 tháng 2 năm 2018 16:40 | Na Uy | 0–4 (0–2, 0–0, 0–2) | Thụy Điển | Gangneung Hockey Centre, Gangneung Số khán giả: 3.961 |

| Nguồn | Nguồn           | Nguồn                               | Nguồn        | Nguồn                                                                            |
| --- | --------------- | ----------------------------------- | ------------ | -------------------------------------------------------------------------------- |
| | Lars Haugen     | Thủ môn                             | Viktor Fasth | Trọng tài: Roman Gofman Tobias Wehrli Trọng tài biên: Gleb Lazarev Judson Ritter |
| \| \| 0–1 \| 05:29 – Lindholm (Omark, Möller) \| \| \| 0–2 \| 16:46 – Lander (Bertilsson) \| \| \| 0–3 \| 48:42 – Everberg (Omark, Fransson) \| \| \| 0–4 \| 49:04 – Wikstrand (Omark, Everberg) \| |                 |                                     |              | Trọng tài: Roman Gofman Tobias Wehrli Trọng tài biên: Gleb Lazarev Judson Ritter |
| 14 phút | Số phút bị phạt | 12 phút                             |              | Trọng tài: Roman Gofman Tobias Wehrli Trọng tài biên: Gleb Lazarev Judson Ritter |
| 17 | Số cú đánh      | 27                                  |              | Trọng tài: Roman Gofman Tobias Wehrli Trọng tài biên: Gleb Lazarev Judson Ritter |
| | 0–1             | 05:29 – Lindholm (Omark, Möller)    |              | Trọng tài: Roman Gofman Tobias Wehrli Trọng tài biên: Gleb Lazarev Judson Ritter |
| | 0–2             | 16:46 – Lander (Bertilsson)         |              | Trọng tài: Roman Gofman Tobias Wehrli Trọng tài biên: Gleb Lazarev Judson Ritter |
| | 0–3             | 48:42 – Everberg (Omark, Fransson)  |              | Trọng tài: Roman Gofman Tobias Wehrli Trọng tài biên: Gleb Lazarev Judson Ritter |
| | 0–4             | 49:04 – Wikstrand (Omark, Everberg) |              |                                                                                  |

| 16 tháng 2 năm 2018 21:10 | Phần Lan | 5–1 (1–1, 1–0, 3–0) | Na Uy | Gangneung Hockey Centre, Gangneung Số khán giả: 4.180 |

| Nguồn | Nguồn           | Nguồn                                              | Nguồn       | Nguồn                                                                            |
| --- | --------------- | -------------------------------------------------- | ----------- | -------------------------------------------------------------------------------- |
| | Mikko Koskinen  | Thủ môn                                            | Lars Haugen | Trọng tài: Jan Hribik Brett Iverson Trọng tài biên: Jimmy Dahmen Fraser McIntyre |
| \| \| 0–1 \| 06:29 – P. Thoresen (Kristiansen, K.A. Olimb) (PP) \| \| Tolvanen (Lepistö) (PP) – 16:36 \| 1–1 \| \| \| Tolvanen (Peltola) – 25:32 \| 2–1 \| \| \| Savinainen (Koskiranta) – 42:59 \| 3–1 \| \| \| Lepistö (Kontiola) (PP) – 47:54 \| 4–1 \| \| \| Manninen (Kontiola) – 56:48 \| 5–1 \| \| |                 |                                                    |             | Trọng tài: Jan Hribik Brett Iverson Trọng tài biên: Jimmy Dahmen Fraser McIntyre |
| 8 phút | Số phút bị phạt | 12 phút                                            |             | Trọng tài: Jan Hribik Brett Iverson Trọng tài biên: Jimmy Dahmen Fraser McIntyre |
| 30 | Số cú đánh      | 22                                                 |             | Trọng tài: Jan Hribik Brett Iverson Trọng tài biên: Jimmy Dahmen Fraser McIntyre |
| | 0–1             | 06:29 – P. Thoresen (Kristiansen, K.A. Olimb) (PP) |             | Trọng tài: Jan Hribik Brett Iverson Trọng tài biên: Jimmy Dahmen Fraser McIntyre |
| Tolvanen (Lepistö) (PP) – 16:36 | 1–1             |                                                    |             | Trọng tài: Jan Hribik Brett Iverson Trọng tài biên: Jimmy Dahmen Fraser McIntyre |
| Tolvanen (Peltola) – 25:32 | 2–1             |                                                    |             | Trọng tài: Jan Hribik Brett Iverson Trọng tài biên: Jimmy Dahmen Fraser McIntyre |
| Savinainen (Koskiranta) – 42:59 | 3–1             |                                                    |             |                                                                                  |
| Lepistö (Kontiola) (PP) – 47:54 | 4–1             |                                                    |             |                                                                                  |
| Manninen (Kontiola) – 56:48 | 5–1             |                                                    |             |                                                                                  |

| 16 tháng 2 năm 2018 21:10 | Thụy Điển | 1–0 (1–0, 0–0, 0–0) | Đức | Kwandong Hockey Centre, Gangneung Số khán giả: 3.077 |

| Nguồn                                                    | Nguồn           | Nguồn   | Nguồn          | Nguồn                                                                                     |
| -------------------------------------------------------- | --------------- | ------- | -------------- | ----------------------------------------------------------------------------------------- |
|                                                          | Jhonas Enroth   | Thủ môn | Timo Pielmeier | Trọng tài: Timothy Mayer Konstantin Olenin Trọng tài biên: Roman Kaderli Nathan Vanoosten |
| \| Stålberg (Zackrisson, Bergström) – 02:00 \| 1–0 \| \| |                 |         |                | Trọng tài: Timothy Mayer Konstantin Olenin Trọng tài biên: Roman Kaderli Nathan Vanoosten |
| 10 phút                                                  | Số phút bị phạt | 6 phút  |                | Trọng tài: Timothy Mayer Konstantin Olenin Trọng tài biên: Roman Kaderli Nathan Vanoosten |
| 26                                                       | Số cú đánh      | 28      |                | Trọng tài: Timothy Mayer Konstantin Olenin Trọng tài biên: Roman Kaderli Nathan Vanoosten |
| Stålberg (Zackrisson, Bergström) – 02:00                 | 1–0             |         |                | Trọng tài: Timothy Mayer Konstantin Olenin Trọng tài biên: Roman Kaderli Nathan Vanoosten |

| 18 tháng 2 năm 2018 12:10 | Đức | 2–1 GWS (0–0, 1–0, 0–1) (OT: 0–0) (SO: 1–0) | Na Uy | Gangneung Hockey Centre, Gangneung Số khán giả: 5.534 |

| Nguồn | Nguồn                | Nguồn                                   | Nguồn       | Nguồn                                                                                 |
| --- | -------------------- | --------------------------------------- | ----------- | ------------------------------------------------------------------------------------- |
| | Danny aus den Birken | Thủ môn                                 | Lars Haugen | Trọng tài: Mark Lemelin Anssi Salonen Trọng tài biên: Jimmy Dahmen Alexander Otmakhov |
| \| Hager (Kahun, Macek) (PP) – 32:53 \| 1–0 \| \| \| \| 1–1 \| 45:19 – Reichenberg (Holøs, Bastiansen) \| |                      |                                         |             | Trọng tài: Mark Lemelin Anssi Salonen Trọng tài biên: Jimmy Dahmen Alexander Otmakhov |
| Hager Plachta Kahun                                                                                       | Luân lưu             | Bastiansen Reichenberg M. Olimb         |             | Trọng tài: Mark Lemelin Anssi Salonen Trọng tài biên: Jimmy Dahmen Alexander Otmakhov |
| 10 phút                                                                                                   | Số phút bị phạt      | 55 phút                                 |             | Trọng tài: Mark Lemelin Anssi Salonen Trọng tài biên: Jimmy Dahmen Alexander Otmakhov |
| 38 | Số cú đánh           | 29                                      |             | Trọng tài: Mark Lemelin Anssi Salonen Trọng tài biên: Jimmy Dahmen Alexander Otmakhov |
| Hager (Kahun, Macek) (PP) – 32:53                                                                         | 1–0                  |                                         |             | Trọng tài: Mark Lemelin Anssi Salonen Trọng tài biên: Jimmy Dahmen Alexander Otmakhov |
| | 1–1                  | 45:19 – Reichenberg (Holøs, Bastiansen) |             | Trọng tài: Mark Lemelin Anssi Salonen Trọng tài biên: Jimmy Dahmen Alexander Otmakhov |

| 18 tháng 2 năm 2018 21:10 | Thụy Điển | 3–1 (1–0, 0–1, 2–0) | Phần Lan | Kwandong Hockey Centre, Gangneung Số khán giả: 3.861 |

| Nguồn | Nguồn           | Nguồn                                   | Nguồn          | Nguồn                                                                                  |
| --- | --------------- | --------------------------------------- | -------------- | -------------------------------------------------------------------------------------- |
| | Viktor Fasth    | Thủ môn                                 | Mikko Koskinen | Trọng tài: Oliver Gouin Antonín Jeřábek Trọng tài biên: Roman Kaderli Lukas Kohlmüller |
| \| Lander (Omark, Fasth) – 14:53 \| 1–0 \| \| \| \| 1–1 \| 21:32 – Kemppainen (Koivisto, Junttila) \| \| Zackrisson (Fransson) – 48:53 \| 2–1 \| \| \| Möller (Omark) (PP, ENG) – 59:55 \| 3–1 \| \| |                 |                                         |                | Trọng tài: Oliver Gouin Antonín Jeřábek Trọng tài biên: Roman Kaderli Lukas Kohlmüller |
| 10 phút | Số phút bị phạt | 14 phút                                 |                | Trọng tài: Oliver Gouin Antonín Jeřábek Trọng tài biên: Roman Kaderli Lukas Kohlmüller |
| 23 | Số cú đánh      | 19                                      |                | Trọng tài: Oliver Gouin Antonín Jeřábek Trọng tài biên: Roman Kaderli Lukas Kohlmüller |
| Lander (Omark, Fasth) – 14:53 | 1–0             |                                         |                | Trọng tài: Oliver Gouin Antonín Jeřábek Trọng tài biên: Roman Kaderli Lukas Kohlmüller |
| | 1–1             | 21:32 – Kemppainen (Koivisto, Junttila) |                | Trọng tài: Oliver Gouin Antonín Jeřábek Trọng tài biên: Roman Kaderli Lukas Kohlmüller |
| Zackrisson (Fransson) – 48:53 | 2–1             |                                         |                | Trọng tài: Oliver Gouin Antonín Jeřábek Trọng tài biên: Roman Kaderli Lukas Kohlmüller |
| Möller (Omark) (PP, ENG) – 59:55 | 3–1             |                                         |                |                                                                                        |

### Xếp hạng sau vòng bảng
Tiêu chí xếp hạng sau vòng bảng lần lượt là:
1. vị trí
2. số điểm
3. hiệu số
4. số bàn thắng
5. Xếp hạng IIHF World Ranking 2017.

| Hạng | Đội                          | Bảng | VT | ST | Đ | HS  | BT | Xếp hạng ITTF |
| ---- | ---------------------------- | ---- | -- | -- | - | --- | -- | ------------- |
| 1D   | Thụy Điển                    | C    | 1  | 3  | 9 | +7  | 8  | 3             |
| 2D   | Cộng hòa Séc                 | A    | 1  | 3  | 8 | +5  | 9  | 6             |
| 3D   | Vận động viên Olympic từ Nga | B    | 1  | 3  | 6 | +9  | 14 | 2             |
| 4D   | Canada                       | A    | 2  | 3  | 7 | +7  | 11 | 1             |
| 5D   | Phần Lan                     | C    | 2  | 3  | 6 | +5  | 11 | 4             |
| 6D   | Slovenia                     | B    | 2  | 3  | 4 | −4  | 8  | 15            |
| 7D   | Hoa Kỳ                       | B    | 3  | 3  | 4 | −4  | 4  | 5             |
| 8D   | Thụy Sĩ                      | A    | 3  | 3  | 3 | +1  | 10 | 7             |
| 9D   | Đức                          | C    | 3  | 3  | 2 | −3  | 4  | 8             |
| 10D  | Slovakia                     | B    | 4  | 3  | 4 | −1  | 6  | 11            |
| 11D  | Na Uy                        | C    | 4  | 3  | 1 | −9  | 2  | 9             |
| 12D  | Hàn Quốc                     | A    | 4  | 3  | 0 | −13 | 1  | 21            |

## Vòng đấu loại trực tiếp

### Nhánh đấu
|  | Loại trực tiếp               | Loại trực tiếp               |                                   |   | Tứ kết                | Tứ kết                |   |  | Bán kết | Bán kết |  |  | Tranh huy chương vàng | Tranh huy chương vàng |
|  |                              |                              |                                   |   |                       |                       |   |  |         |         |  |  |                       |                       |
|  |                              |                              |                                   |   |                       |                       |   |  |         |         |  |  |                       |                       |
|  |                              |                              |                                   |   |                       |                       |   |  |         |         |  |  |                       |                       |
|  |                              |                              |                                   |   |                       |                       |   |  |         |         |  |  |                       |                       |
|  | 21 tháng 2 năm               |                              |                                   |   |                       |                       |   |  |         |         |  |  |                       |                       |
|  |                              |                              |                                   |   |                       |                       |   |  |         |         |  |  |                       |                       |
|  | Cộng hòa Séc (GWS)           | 3                            |                                   |   |                       |                       |   |  |         |         |  |  |                       |                       |
|  | Cộng hòa Séc (GWS)           | 3                            | 20 tháng 2                        |   |                       |                       |   |  |         |         |  |  |                       |                       |
|  |                              |                              | Hoa Kỳ                            | 2 |                       |                       |   |  |         |         |  |  |                       |                       |
|  | Hoa Kỳ                       | 5                            | Hoa Kỳ                            | 2 |                       |                       |   |  |         |         |  |  |                       |                       |
|  | Hoa Kỳ                       | 5                            | 23 tháng 2                        |   |                       |                       |   |  |         |         |  |  |                       |                       |
|  | Slovakia                     | 1                            |                                   |   |                       |                       |   |  |         |         |  |  |                       |                       |
|  | Slovakia                     | 1                            | Cộng hòa Séc                      | 0 |                       |                       |   |  |         |         |  |  |                       |                       |
|  |                              |                              | Cộng hòa Séc                      | 0 |                       |                       |   |  |         |         |  |  |                       |                       |
|  |                              | Vận động viên Olympic từ Nga | 3                                 |   |                       |                       |   |  |         |         |  |  |                       |                       |
|  |                              | Vận động viên Olympic từ Nga | 3                                 |   |                       |                       |   |  |         |         |  |  |                       |                       |
|  | 21 tháng 2 năm               |                              |                                   |   |                       |                       |   |  |         |         |  |  |                       |                       |
|  |                              |                              |                                   |   |                       |                       |   |  |         |         |  |  |                       |                       |
|  | Vận động viên Olympic từ Nga | 6                            |                                   |   |                       |                       |   |  |         |         |  |  |                       |                       |
|  | Vận động viên Olympic từ Nga | 6                            | 20 tháng 2                        |   |                       |                       |   |  |         |         |  |  |                       |                       |
|  |                              |                              | Na Uy                             | 1 |                       |                       |   |  |         |         |  |  |                       |                       |
|  | Slovenia                     | 1                            | Na Uy                             | 1 |                       |                       |   |  |         |         |  |  |                       |                       |
|  | Slovenia                     | 1                            | 25 tháng 2 năm                    |   |                       |                       |   |  |         |         |  |  |                       |                       |
|  | Na Uy (OT)                   | 2                            |                                   |   |                       |                       |   |  |         |         |  |  |                       |                       |
|  | Na Uy (OT)                   | 2                            | Vận động viên Olympic từ Nga (OT) | 4 |                       |                       |   |  |         |         |  |  |                       |                       |
|  |                              |                              | Vận động viên Olympic từ Nga (OT) | 4 |                       |                       |   |  |         |         |  |  |                       |                       |
|  |                              | Đức                          | 3                                 |   |                       |                       |   |  |         |         |  |  |                       |                       |
|  |                              | Đức                          | 3                                 |   |                       |                       |   |  |         |         |  |  |                       |                       |
|  | 21 tháng 2                   |                              |                                   |   |                       |                       |   |  |         |         |  |  |                       |                       |
|  |                              |                              |                                   |   |                       |                       |   |  |         |         |  |  |                       |                       |
|  | Canada                       | 1                            |                                   |   |                       |                       |   |  |         |         |  |  |                       |                       |
|  | Canada                       | 1                            | 20 tháng 2                        |   |                       |                       |   |  |         |         |  |  |                       |                       |
|  |                              |                              | Phần Lan                          | 0 |                       |                       |   |  |         |         |  |  |                       |                       |
|  | Phần Lan                     | 5                            | Phần Lan                          | 0 |                       |                       |   |  |         |         |  |  |                       |                       |
|  | Phần Lan                     | 5                            | 23 tháng 2                        |   |                       |                       |   |  |         |         |  |  |                       |                       |
|  | Hàn Quốc                     | 2                            |                                   |   |                       |                       |   |  |         |         |  |  |                       |                       |
|  | Hàn Quốc                     | 2                            | Canada                            | 3 |                       |                       |   |  |         |         |  |  |                       |                       |
|  |                              |                              | Canada                            | 3 |                       |                       |   |  |         |         |  |  |                       |                       |
|  |                              | Đức                          | 4                                 |   | Tranh huy chương đồng | Tranh huy chương đồng |   |  |         |         |  |  |                       |                       |
|  |                              | Đức                          | 4                                 |   | Tranh huy chương đồng | Tranh huy chương đồng |   |  |         |         |  |  |                       |                       |
|  | 21 tháng 2                   | 21 tháng 2                   |                                   |   | 24 tháng 2            | 24 tháng 2            |   |  |         |         |  |  |                       |                       |
|  | 21 tháng 2                   | 21 tháng 2                   |                                   |   | 24 tháng 2            | 24 tháng 2            |   |  |         |         |  |  |                       |                       |
|  | Thụy Điển                    | 3                            | Cộng hòa Séc                      | 4 |                       |                       |   |  |         |         |  |  |                       |                       |
|  | Thụy Điển                    | 3                            | Cộng hòa Séc                      | 4 | 20 tháng 2            |                       |   |  |         |         |  |  |                       |                       |
|  |                              |                              | Đức (OT)                          | 4 |                       | Canada                | 6 |  |         |         |  |  |                       |                       |
|  | Thụy Sĩ                      | 1                            | Đức (OT)                          | 4 |                       | Canada                | 6 |  |         |         |  |  |                       |                       |
|  | Thụy Sĩ                      | 1                            |                                   |   |                       |                       |   |  |         |         |  |  |                       |                       |
|  | Đức (OT)                     | 2                            |                                   |   |                       |                       |   |  |         |         |  |  |                       |                       |
|  | Đức (OT)                     | 2                            |                                   |   |                       |                       |   |  |         |         |  |  |                       |                       |

### Playoff loại trực tiếp
Bốn đội có thứ hạng cao nhất lọt vào tứ kết, trong khi các đội còn lại thi đấu các trận playoff loai trực tiếp.
| 20 tháng 2 năm 2018 12:10 | Hoa Kỳ | 5–1 (0–0, 3–1, 2–0) | Slovakia | Gangneung Hockey Centre, Pyeongchang Số khán giả: 6.391 |

| Nguồn | Nguồn           | Nguồn                           | Nguồn    | Nguồn                                                                                   |
| --- | --------------- | ------------------------------- | -------- | --------------------------------------------------------------------------------------- |
| | Ryan Zapolski   | Thủ môn                         | Ján Laco | Trọng tài: Aleksi Rantala Anssi Salonen Trọng tài biên: Henrik Pihlblad Sakari Suominen |
| \| Donato (Gilroy, Terry) – 21:36 \| 1–0 \| \| \| Wisniewski (Terry) (PP2) – 22:20 \| 2–0 \| \| \| Arcobello (Terry) – 33:30 \| 3–0 \| \| \| \| 3–1 \| 36:54 – Čerešňák (Graňák, Nagy) \| \| Roe (Little, O'Neill) – 49:52 \| 4–1 \| \| \| Donato (Wisniewski) (PP) – 56:46 \| 5–1 \| \| |                 |                                 |          | Trọng tài: Aleksi Rantala Anssi Salonen Trọng tài biên: Henrik Pihlblad Sakari Suominen |
| 8 phút | Số phút bị phạt | 33 phút                         |          | Trọng tài: Aleksi Rantala Anssi Salonen Trọng tài biên: Henrik Pihlblad Sakari Suominen |
| 33 | Số cú đánh      | 23                              |          | Trọng tài: Aleksi Rantala Anssi Salonen Trọng tài biên: Henrik Pihlblad Sakari Suominen |
| Donato (Gilroy, Terry) – 21:36 | 1–0             |                                 |          | Trọng tài: Aleksi Rantala Anssi Salonen Trọng tài biên: Henrik Pihlblad Sakari Suominen |
| Wisniewski (Terry) (PP2) – 22:20 | 2–0             |                                 |          | Trọng tài: Aleksi Rantala Anssi Salonen Trọng tài biên: Henrik Pihlblad Sakari Suominen |
| Arcobello (Terry) – 33:30 | 3–0             |                                 |          | Trọng tài: Aleksi Rantala Anssi Salonen Trọng tài biên: Henrik Pihlblad Sakari Suominen |
| | 3–1             | 36:54 – Čerešňák (Graňák, Nagy) |          |                                                                                         |
| Roe (Little, O'Neill) – 49:52 | 4–1             |                                 |          |                                                                                         |
| Donato (Wisniewski) (PP) – 56:46 | 5–1             |                                 |          |                                                                                         |

| 20 tháng 2 năm 2018 16:40 | Slovenia | 1–2 OT (1–0, 0–0, 0–1) (OT: 0–1) | Na Uy | Gangneung Hockey Centre, Pyeongchang Số khán giả: 6.312 |

| Nguồn | Nguồn           | Nguồn                                          | Nguồn       | Nguồn                                                                                 |
| --- | --------------- | ---------------------------------------------- | ----------- | ------------------------------------------------------------------------------------- |
| | Gašper Krošelj  | Thủ môn                                        | Lars Haugen | Trọng tài: Daniel Stricker Tobias Wehrli Trọng tài biên: Vít Lederer Miroslav Lhotský |
| \| Urbas (Muršak) (PP) – 06:38 \| 1–0 \| \| \| \| 1–1 \| 43:06 – Kristiansen (Røymark, Bastiansen) \| \| \| 1–2 \| 63:06 – Bonsaksen (Rosseli Olsen, P. Thoresen) \| |                 |                                                |             | Trọng tài: Daniel Stricker Tobias Wehrli Trọng tài biên: Vít Lederer Miroslav Lhotský |
| 4 phút | Số phút bị phạt | 12 phút                                        |             | Trọng tài: Daniel Stricker Tobias Wehrli Trọng tài biên: Vít Lederer Miroslav Lhotský |
| 34 | Số cú đánh      | 26                                             |             | Trọng tài: Daniel Stricker Tobias Wehrli Trọng tài biên: Vít Lederer Miroslav Lhotský |
| Urbas (Muršak) (PP) – 06:38 | 1–0             |                                                |             | Trọng tài: Daniel Stricker Tobias Wehrli Trọng tài biên: Vít Lederer Miroslav Lhotský |
| | 1–1             | 43:06 – Kristiansen (Røymark, Bastiansen)      |             | Trọng tài: Daniel Stricker Tobias Wehrli Trọng tài biên: Vít Lederer Miroslav Lhotský |
| | 1–2             | 63:06 – Bonsaksen (Rosseli Olsen, P. Thoresen) |             | Trọng tài: Daniel Stricker Tobias Wehrli Trọng tài biên: Vít Lederer Miroslav Lhotský |

| 20 tháng 2 năm 2018 21:10 | Phần Lan | 5–2 (1–0, 2–2, 2–0) | Hàn Quốc | Gangneung Hockey Centre, Pyeongchang Số khán giả: 5.409 |

| Nguồn | Nguồn           | Nguồn                            | Nguồn       | Nguồn                                                                            |
| --- | --------------- | -------------------------------- | ----------- | -------------------------------------------------------------------------------- |
| | Mikko Koskinen  | Thủ môn                          | Matt Dalton | Trọng tài: Roman Gofman Timothy Mayer Trọng tài biên: Nicolas Fluri Gleb Lazarev |
| \| Kontiola (Tolvanen, Kemppainen) (PP) – 04:42 \| 1–0 \| \| \| Kontiola (Lepistö, Tolvanen) (PP) – 23:44 \| 2–0 \| \| \| Heiskanen (Tolvanen) – 26:23 \| 3–0 \| \| \| \| 3–1 \| 30:06 – Radunske (Regan, Kim S.) \| \| \| 3–2 \| 32:09 – Ahn (Shin S-h) \| \| Hietanen (Osala, Savinainen) (PP) – 47:20 \| 4–2 \| \| \| Manninen (Hietanen, Koskiranta) (ENG) – 59:53 \| 5–2 \| \| |                 |                                  |             | Trọng tài: Roman Gofman Timothy Mayer Trọng tài biên: Nicolas Fluri Gleb Lazarev |
| 2 phút | Số phút bị phạt | 8 phút                           |             | Trọng tài: Roman Gofman Timothy Mayer Trọng tài biên: Nicolas Fluri Gleb Lazarev |
| 36 | Số cú đánh      | 19                               |             | Trọng tài: Roman Gofman Timothy Mayer Trọng tài biên: Nicolas Fluri Gleb Lazarev |
| Kontiola (Tolvanen, Kemppainen) (PP) – 04:42 | 1–0             |                                  |             | Trọng tài: Roman Gofman Timothy Mayer Trọng tài biên: Nicolas Fluri Gleb Lazarev |
| Kontiola (Lepistö, Tolvanen) (PP) – 23:44 | 2–0             |                                  |             | Trọng tài: Roman Gofman Timothy Mayer Trọng tài biên: Nicolas Fluri Gleb Lazarev |
| Heiskanen (Tolvanen) – 26:23 | 3–0             |                                  |             | Trọng tài: Roman Gofman Timothy Mayer Trọng tài biên: Nicolas Fluri Gleb Lazarev |
| | 3–1             | 30:06 – Radunske (Regan, Kim S.) |             |                                                                                  |
| | 3–2             | 32:09 – Ahn (Shin S-h)           |             |                                                                                  |
| Hietanen (Osala, Savinainen) (PP) – 47:20 | 4–2             |                                  |             |                                                                                  |
| Manninen (Hietanen, Koskiranta) (ENG) – 59:53 | 5–2             |                                  |             |                                                                                  |

| 20 tháng 2 năm 2018 21:10 | Thụy Sĩ | 1–2 OT (0–1, 1–0, 0–0) (OT: 0–1) | Đức | Kwandong Hockey Centre, Pyeongchang Số khán giả: 2,878 |

| Nguồn | Nguồn           | Nguồn                                 | Nguồn                | Nguồn                                                                             |
| --- | --------------- | ------------------------------------- | -------------------- | --------------------------------------------------------------------------------- |
| | Jonas Hiller    | Thủ môn                               | Danny aus den Birken | Trọng tài: Jan Hribik Linus Öhlund Trọng tài biên: Fraser McIntyre Hannu Sormunen |
| \| \| 0–1 \| 01:19 – Pföderl (Hördler, Hager) (PP) \| \| Moser (Ambühl, Suter) – 23:40 \| 1–1 \| \| \| \| 1–2 \| 60:26 – Seidenberg (Kahun, Mauer) \| |                 |                                       |                      | Trọng tài: Jan Hribik Linus Öhlund Trọng tài biên: Fraser McIntyre Hannu Sormunen |
| 29 phút | Số phút bị phạt | 12 phút                               |                      | Trọng tài: Jan Hribik Linus Öhlund Trọng tài biên: Fraser McIntyre Hannu Sormunen |
| 21 | Số cú đánh      | 25                                    |                      | Trọng tài: Jan Hribik Linus Öhlund Trọng tài biên: Fraser McIntyre Hannu Sormunen |
| | 0–1             | 01:19 – Pföderl (Hördler, Hager) (PP) |                      | Trọng tài: Jan Hribik Linus Öhlund Trọng tài biên: Fraser McIntyre Hannu Sormunen |
| Moser (Ambühl, Suter) – 23:40 | 1–1             |                                       |                      | Trọng tài: Jan Hribik Linus Öhlund Trọng tài biên: Fraser McIntyre Hannu Sormunen |
| | 1–2             | 60:26 – Seidenberg (Kahun, Mauer)     |                      | Trọng tài: Jan Hribik Linus Öhlund Trọng tài biên: Fraser McIntyre Hannu Sormunen |

### Tứ kết
| 21 tháng 2 năm 2018 12:10 | Cộng hòa Séc | 3–2 GWS (1–1, 1–1, 0–0) (OT: 0–0) (SO: 1–0) | Hoa Kỳ | Gangneung Hockey Centre, Pyeongchang Số khán giả: 2.948 |

| Nguồn | Nguồn           | Nguồn                                 | Nguồn         | Nguồn                                                                             |
| --- | --------------- | ------------------------------------- | ------------- | --------------------------------------------------------------------------------- |
| | Pavel Francouz  | Thủ môn                               | Ryan Zapolski | Trọng tài: Oliver Gouin Linus Öhlund Trọng tài biên: Roman Kaderli Hannu Sormunen |
| \| \| 0–1 \| 06:20 – Donato (Terry) \| \| Kolář (Kovář) – 15:12 \| 1–1 \| \| \| Kundrátek (Růžička, Mozík) – 28:14 \| 2–1 \| \| \| \| 2–2 \| 30:23 – Slater (O'Neill) (SH) \| |                 |                                       |               | Trọng tài: Oliver Gouin Linus Öhlund Trọng tài biên: Roman Kaderli Hannu Sormunen |
| Růžička Koukal Kovář Kubalík Kundrátek | Luân lưu        | Bourque Donato Arcobello Terry Butler |               | Trọng tài: Oliver Gouin Linus Öhlund Trọng tài biên: Roman Kaderli Hannu Sormunen |
| 10 phút | Số phút bị phạt | 8 phút                                |               | Trọng tài: Oliver Gouin Linus Öhlund Trọng tài biên: Roman Kaderli Hannu Sormunen |
| 29 | Số cú đánh      | 20                                    |               | Trọng tài: Oliver Gouin Linus Öhlund Trọng tài biên: Roman Kaderli Hannu Sormunen |
| | 0–1             | 06:20 – Donato (Terry)                |               | Trọng tài: Oliver Gouin Linus Öhlund Trọng tài biên: Roman Kaderli Hannu Sormunen |
| Kolář (Kovář) – 15:12 | 1–1             |                                       |               | Trọng tài: Oliver Gouin Linus Öhlund Trọng tài biên: Roman Kaderli Hannu Sormunen |
| Kundrátek (Růžička, Mozík) – 28:14 | 2–1             |                                       |               |                                                                                   |
| | 2–2             | 30:23 – Slater (O'Neill) (SH)         |               |                                                                                   |

| 21 tháng 2 năm 2018 16:40 | Vận động viên Olympic từ Nga | 6–1 (3–0, 2–1, 1–0) | Na Uy | Gangneung Hockey Centre, Pyeongchang Số khán giả: 3,553 |

| Nguồn | Nguồn             | Nguồn                                    | Nguồn                        | Nguồn                                                                              |
| --- | ----------------- | ---------------------------------------- | ---------------------------- | ---------------------------------------------------------------------------------- |
| | Vasily Koshechkin | Thủ môn                                  | Lars Haugen Henrik Haukeland | Trọng tài: Jan Hribik Timothy Mayer Trọng tài biên: Lukas Kohlmüller Judson Ritter |
| \| Grigorenko (Kablukov, Telegin) – 08:54 \| 1–0 \| \| \| Gusev (Mozyakin, Datsyuk) (PP) – 13:25 \| 2–0 \| \| \| Voynov (Gusev, Kaprizov) – 19:20 \| 3–0 \| \| \| \| 3–1 \| 27:21 – Bonsaksen (M. Olimb, K.A. Olimb) \| \| Kalinin (Kovalchuk, Voinov) (PP) – 28:35 \| 4–1 \| \| \| Nesterov (Gusev, Datsyuk) (PP) – 33:06 \| 5–1 \| \| \| Telegin (Grigorenko, Kablukov) – 53:15 \| 6–1 \| \| |                   |                                          |                              | Trọng tài: Jan Hribik Timothy Mayer Trọng tài biên: Lukas Kohlmüller Judson Ritter |
| 10 phút | Số phút bị phạt   | 10 phút                                  |                              | Trọng tài: Jan Hribik Timothy Mayer Trọng tài biên: Lukas Kohlmüller Judson Ritter |
| 32 | Số cú đánh        | 14                                       |                              | Trọng tài: Jan Hribik Timothy Mayer Trọng tài biên: Lukas Kohlmüller Judson Ritter |
| Grigorenko (Kablukov, Telegin) – 08:54 | 1–0               |                                          |                              | Trọng tài: Jan Hribik Timothy Mayer Trọng tài biên: Lukas Kohlmüller Judson Ritter |
| Gusev (Mozyakin, Datsyuk) (PP) – 13:25 | 2–0               |                                          |                              | Trọng tài: Jan Hribik Timothy Mayer Trọng tài biên: Lukas Kohlmüller Judson Ritter |
| Voynov (Gusev, Kaprizov) – 19:20 | 3–0               |                                          |                              | Trọng tài: Jan Hribik Timothy Mayer Trọng tài biên: Lukas Kohlmüller Judson Ritter |
| | 3–1               | 27:21 – Bonsaksen (M. Olimb, K.A. Olimb) |                              |                                                                                    |
| Kalinin (Kovalchuk, Voinov) (PP) – 28:35 | 4–1               |                                          |                              |                                                                                    |
| Nesterov (Gusev, Datsyuk) (PP) – 33:06 | 5–1               |                                          |                              |                                                                                    |
| Telegin (Grigorenko, Kablukov) – 53:15 | 6–1               |                                          |                              |                                                                                    |

| 21 tháng 2 năm 2018 21:10 | Canada | 1–0 (0–0, 0–0, 1–0) | Phần Lan | Gangneung Hockey Centre, Pyeongchang Số khán giả: 2.265 |

| Nguồn                                   | Nguồn                     | Nguồn   | Nguồn          | Nguồn                                                                                     |
| --------------------------------------- | ------------------------- | ------- | -------------- | ----------------------------------------------------------------------------------------- |
|                                         | Ben Scrivens Kevin Poulin | Thủ môn | Mikko Koskinen | Trọng tài: Antonín Jeřábek Konstantin Olenin Trọng tài biên: Gleb Lazarev Henrik Pihlblad |
| \| Noreau (O'Dell) – 40:55 \| 1–0 \| \| |                           |         |                | Trọng tài: Antonín Jeřábek Konstantin Olenin Trọng tài biên: Gleb Lazarev Henrik Pihlblad |
| 6 phút                                  | Số phút bị phạt           | 4 phút  |                | Trọng tài: Antonín Jeřábek Konstantin Olenin Trọng tài biên: Gleb Lazarev Henrik Pihlblad |
| 30                                      | Số cú đánh                | 21      |                | Trọng tài: Antonín Jeřábek Konstantin Olenin Trọng tài biên: Gleb Lazarev Henrik Pihlblad |
| Noreau (O'Dell) – 40:55                 | 1–0                       |         |                | Trọng tài: Antonín Jeřábek Konstantin Olenin Trọng tài biên: Gleb Lazarev Henrik Pihlblad |

| 21 tháng 2 năm 2018 21:10 | Thụy Điển | 3–4 OT (0–2, 0–0, 3–1) (OT 0–1) | Đức | Kwandong Hockey Centre, Pyeongchang Số khán giả: 2.092 |

| Nguồn | Nguồn           | Nguồn                                | Nguồn                | Nguồn                                                                                    |
| --- | --------------- | ------------------------------------ | -------------------- | ---------------------------------------------------------------------------------------- |
| | Viktor Fasth    | Thủ môn                              | Danny aus den Birken | Trọng tài: Mark Lemelin Aleksi Rantala Trọng tài biên: Miroslav Lhotský Nathan Vanoosten |
| \| \| 0–1 \| 13:48 – Ehrhoff (Hager, Schütz) (PP) \| \| \| 0–2 \| 14:17 – Noebels (Kink) \| \| Lander (Dahlin, Omark) – 46:25 \| 1–2 \| \| \| \| 1–3 \| 48:28 – Kahun (Mauer) \| \| Hersley (Omark, Wikstrand) (PP) – 49:35 \| 2–3 \| \| \| Wikstrand (Zackrisson) – 51:37 \| 3–3 \| \| \| \| 3–4 \| 61:30 – Reimer (Ehliz, Boyle) \| |                 |                                      |                      | Trọng tài: Mark Lemelin Aleksi Rantala Trọng tài biên: Miroslav Lhotský Nathan Vanoosten |
| 4 phút | Số phút bị phạt | 6 phút                               |                      | Trọng tài: Mark Lemelin Aleksi Rantala Trọng tài biên: Miroslav Lhotský Nathan Vanoosten |
| 34 | Số cú đánh      | 25                                   |                      | Trọng tài: Mark Lemelin Aleksi Rantala Trọng tài biên: Miroslav Lhotský Nathan Vanoosten |
| | 0–1             | 13:48 – Ehrhoff (Hager, Schütz) (PP) |                      | Trọng tài: Mark Lemelin Aleksi Rantala Trọng tài biên: Miroslav Lhotský Nathan Vanoosten |
| | 0–2             | 14:17 – Noebels (Kink)               |                      | Trọng tài: Mark Lemelin Aleksi Rantala Trọng tài biên: Miroslav Lhotský Nathan Vanoosten |
| Lander (Dahlin, Omark) – 46:25 | 1–2             |                                      |                      | Trọng tài: Mark Lemelin Aleksi Rantala Trọng tài biên: Miroslav Lhotský Nathan Vanoosten |
| | 1–3             | 48:28 – Kahun (Mauer)                |                      |                                                                                          |
| Hersley (Omark, Wikstrand) (PP) – 49:35 | 2–3             |                                      |                      |                                                                                          |
| Wikstrand (Zackrisson) – 51:37 | 3–3             |                                      |                      |                                                                                          |
| | 3–4             | 61:30 – Reimer (Ehliz, Boyle)        |                      |                                                                                          |

### Bán kết
| 23 tháng 2 năm 2018 16:40 | Cộng hòa Séc | 0–3 (0–0, 0–2, 0–1) | Vận động viên Olympic từ Nga | Gangneung Hockey Centre, Pyeongchang Số khán giả: 4.330 |

| Nguồn | Nguồn           | Nguồn                                  | Nguồn             | Nguồn                                                                              |
| --- | --------------- | -------------------------------------- | ----------------- | ---------------------------------------------------------------------------------- |
| | Pavel Francouz  | Thủ môn                                | Vasily Koshechkin | Trọng tài: Brett Iverson Mark Lemelin Trọng tài biên: Jimmy Dahmen Sakari Suominen |
| \| \| 0–1 \| 27:47 – Gusev (Datsyuk) \| \| \| 0–2 \| 28:14 – Gavrikov (Telegin, Grigorenko) \| \| \| 0–3 \| 59:39 – Kovalchuk (Zub, Zubarev) (ENG) \| |                 |                                        |                   | Trọng tài: Brett Iverson Mark Lemelin Trọng tài biên: Jimmy Dahmen Sakari Suominen |
| 6 phút | Số phút bị phạt | 10 phút                                |                   | Trọng tài: Brett Iverson Mark Lemelin Trọng tài biên: Jimmy Dahmen Sakari Suominen |
| 31 | Số cú đánh      | 22                                     |                   | Trọng tài: Brett Iverson Mark Lemelin Trọng tài biên: Jimmy Dahmen Sakari Suominen |
| | 0–1             | 27:47 – Gusev (Datsyuk)                |                   | Trọng tài: Brett Iverson Mark Lemelin Trọng tài biên: Jimmy Dahmen Sakari Suominen |
| | 0–2             | 28:14 – Gavrikov (Telegin, Grigorenko) |                   | Trọng tài: Brett Iverson Mark Lemelin Trọng tài biên: Jimmy Dahmen Sakari Suominen |
| | 0–3             | 59:39 – Kovalchuk (Zub, Zubarev) (ENG) |                   | Trọng tài: Brett Iverson Mark Lemelin Trọng tài biên: Jimmy Dahmen Sakari Suominen |

| 23 tháng 2 năm 2018 21:10 | Canada | 3–4 (0–1, 1–3, 2–0) | Đức | Gangneung Hockey Centre, Pyeongchang Số khán giả: 4.057 |

| Nguồn | Nguồn           | Nguồn                                | Nguồn                | Nguồn                                                                                   |
| --- | --------------- | ------------------------------------ | -------------------- | --------------------------------------------------------------------------------------- |
| | Kevin Poulin    | Thủ môn                              | Danny aus den Birken | Trọng tài: Jozef Kubuš Timothy Mayer Trọng tài biên: Fraser McIntyre Alexander Otmakhov |
| \| \| 0–1 \| 14:43 – Macek (Kahun) (PP2) \| \| \| 0–2 \| 23:21 – Plachta (Hager) \| \| \| 0–3 \| 26:49 – Mauer (Goc, Wolf) \| \| Brulé (Lee, Noreau) (PP) – 28:17 \| 1–3 \| \| \| \| 1–4 \| 32:31 – Hager (Plachta, Schütz) (PP) \| \| Robinson (Thomas, Raymond) – 42:42 \| 2–4 \| \| \| Roy (Lee, Noreau) (PP) – 49:42 \| 3–4 \| \| |                 |                                      |                      | Trọng tài: Jozef Kubuš Timothy Mayer Trọng tài biên: Fraser McIntyre Alexander Otmakhov |
| 35 phút | Số phút bị phạt | 16 phút                              |                      | Trọng tài: Jozef Kubuš Timothy Mayer Trọng tài biên: Fraser McIntyre Alexander Otmakhov |
| 31 | Số cú đánh      | 15                                   |                      | Trọng tài: Jozef Kubuš Timothy Mayer Trọng tài biên: Fraser McIntyre Alexander Otmakhov |
| | 0–1             | 14:43 – Macek (Kahun) (PP2)          |                      | Trọng tài: Jozef Kubuš Timothy Mayer Trọng tài biên: Fraser McIntyre Alexander Otmakhov |
| | 0–2             | 23:21 – Plachta (Hager)              |                      | Trọng tài: Jozef Kubuš Timothy Mayer Trọng tài biên: Fraser McIntyre Alexander Otmakhov |
| | 0–3             | 26:49 – Mauer (Goc, Wolf)            |                      | Trọng tài: Jozef Kubuš Timothy Mayer Trọng tài biên: Fraser McIntyre Alexander Otmakhov |
| Brulé (Lee, Noreau) (PP) – 28:17 | 1–3             |                                      |                      |                                                                                         |
| | 1–4             | 32:31 – Hager (Plachta, Schütz) (PP) |                      |                                                                                         |
| Robinson (Thomas, Raymond) – 42:42 | 2–4             |                                      |                      |                                                                                         |
| Roy (Lee, Noreau) (PP) – 49:42 | 3–4             |                                      |                      |                                                                                         |

### Tranh huy chương đồng
| 24 tháng 2 năm 2018 21:10 | Cộng hòa Séc | 4–6 (1–3, 0–0, 3–3) | Canada | Gangneung Hockey Centre, Pyeongchang Số khán giả: 4.807 |

| Nguồn | Nguồn           | Nguồn                                    | Nguồn        | Nguồn                                                                                         |
| --- | --------------- | ---------------------------------------- | ------------ | --------------------------------------------------------------------------------------------- |
| | Pavel Francouz  | Thủ môn                                  | Kevin Poulin | Trọng tài: Timothy Mayer Konstantin Olenin Trọng tài biên: Fraser McIntyre Alexander Otmakhov |
| \| \| 0–1 \| 08:57 – Ebbett (Robinson, Gragnani) (PP) \| \| Růžička (Červenka) – 09:13 \| 1–1 \| \| \| \| 1–2 \| 09:28 – Kelly (Goloubef, Klinkhammer) \| \| \| 1–3 \| 15:57 – Roy (Kozun, Bourque) \| \| \| 1–4 \| 45:50 – Ebbett (Kozun, Goloubef) \| \| Kovář (Horák, Řepík) (EA) – 46:36 \| 2–4 \| \| \| \| 2–5 \| 49:37 – Kelly (Klinkhammer) \| \| \| 2–6 \| 55:23 – Wolski (Howden) \| \| Červenka (Nakládal, Mertl) – 56:26 \| 3–6 \| \| \| Červenka (Polášek, Mozík) (PP, EA) – 57:55 \| 4–6 \| \| |                 |                                          |              | Trọng tài: Timothy Mayer Konstantin Olenin Trọng tài biên: Fraser McIntyre Alexander Otmakhov |
| 4 phút | Số phút bị phạt | 6 phút                                   |              | Trọng tài: Timothy Mayer Konstantin Olenin Trọng tài biên: Fraser McIntyre Alexander Otmakhov |
| 34 | Số cú đánh      | 26                                       |              | Trọng tài: Timothy Mayer Konstantin Olenin Trọng tài biên: Fraser McIntyre Alexander Otmakhov |
| | 0–1             | 08:57 – Ebbett (Robinson, Gragnani) (PP) |              | Trọng tài: Timothy Mayer Konstantin Olenin Trọng tài biên: Fraser McIntyre Alexander Otmakhov |
| Růžička (Červenka) – 09:13 | 1–1             |                                          |              | Trọng tài: Timothy Mayer Konstantin Olenin Trọng tài biên: Fraser McIntyre Alexander Otmakhov |
| | 1–2             | 09:28 – Kelly (Goloubef, Klinkhammer)    |              | Trọng tài: Timothy Mayer Konstantin Olenin Trọng tài biên: Fraser McIntyre Alexander Otmakhov |
| | 1–3             | 15:57 – Roy (Kozun, Bourque)             |              |                                                                                               |
| | 1–4             | 45:50 – Ebbett (Kozun, Goloubef)         |              |                                                                                               |
| Kovář (Horák, Řepík) (EA) – 46:36 | 2–4             |                                          |              |                                                                                               |
| | 2–5             | 49:37 – Kelly (Klinkhammer)              |              |                                                                                               |
| | 2–6             | 55:23 – Wolski (Howden)                  |              |                                                                                               |
| Červenka (Nakládal, Mertl) – 56:26 | 3–6             |                                          |              |                                                                                               |
| Červenka (Polášek, Mozík) (PP, EA) – 57:55 | 4–6             |                                          |              |                                                                                               |

### Tranh huy chương vàng
| 25 tháng 2 năm 2018 13:10 | Vận động viên Olympic từ Nga | 4–3 OT (1–0, 0–1, 2–2) (OT 1–0) | Đức | Gangneung Hockey Centre, Gangneung Số khán giả: 5.075 |

| Nguồn | Nguồn             | Nguồn                              | Nguồn                | Nguồn                                                                               |
| --- | ----------------- | ---------------------------------- | -------------------- | ----------------------------------------------------------------------------------- |
| | Vasily Koshechkin | Thủ môn                            | Danny aus den Birken | Trọng tài: Mark Lemelin Aleksi Rantala Trọng tài biên: Jimmy Dahmen Sakari Suominen |
| \| Voynov (Gusev, Kaprizov) – 19:59 \| 1–0 \| \| \| \| 1–1 \| 29:32 – Schütz (Macek, Hager) \| \| Gusev (Kaprizov, Datsyuk) – 53:21 \| 2–1 \| \| \| \| 2–2 \| 53:31 – Kahun (Mauer, Ehliz) \| \| \| 2–3 \| 56:44 – J. Müller (Ehliz, Hördler) \| \| Gusev (Zub, Kaprizov) (SH, EA) – 59:04 \| 3–3 \| \| \| Kaprizov (Gusev, Voynov) (PP) – 69:40 \| 4–3 \| \| |                   |                                    |                      | Trọng tài: Mark Lemelin Aleksi Rantala Trọng tài biên: Jimmy Dahmen Sakari Suominen |
| 4 phút | Số phút bị phạt   | 6 phút                             |                      | Trọng tài: Mark Lemelin Aleksi Rantala Trọng tài biên: Jimmy Dahmen Sakari Suominen |
| 30 | Số cú đánh        | 25                                 |                      | Trọng tài: Mark Lemelin Aleksi Rantala Trọng tài biên: Jimmy Dahmen Sakari Suominen |
| Voynov (Gusev, Kaprizov) – 19:59 | 1–0               |                                    |                      | Trọng tài: Mark Lemelin Aleksi Rantala Trọng tài biên: Jimmy Dahmen Sakari Suominen |
| | 1–1               | 29:32 – Schütz (Macek, Hager)      |                      | Trọng tài: Mark Lemelin Aleksi Rantala Trọng tài biên: Jimmy Dahmen Sakari Suominen |
| Gusev (Kaprizov, Datsyuk) – 53:21 | 2–1               |                                    |                      | Trọng tài: Mark Lemelin Aleksi Rantala Trọng tài biên: Jimmy Dahmen Sakari Suominen |
| | 2–2               | 53:31 – Kahun (Mauer, Ehliz)       |                      |                                                                                     |
| | 2–3               | 56:44 – J. Müller (Ehliz, Hördler) |                      |                                                                                     |
| Gusev (Zub, Kaprizov) (SH, EA) – 59:04 | 3–3               |                                    |                      |                                                                                     |
| Kaprizov (Gusev, Voynov) (PP) – 69:40 | 4–3               |                                    |                      |                                                                                     |

## Xếp hạng chung cuộc
| VT | Bg | Đội                          | Tr | T | THP | BHP | B | BT | BB | BHS | Đ  | Kết quả chung cuộc               |
| -- | -- | ---------------------------- | -- | - | --- | --- | - | -- | -- | --- | -- | -------------------------------- |
| 1  | B  | Vận động viên Olympic từ Nga | 6  | 4 | 1   | 0   | 1 | 27 | 9  | +18 | 14 | Vô địch                          |
| 2  | C  | Đức                          | 7  | 1 | 3   | 1   | 2 | 17 | 18 | −1  | 10 | Á quân                           |
| 3  | A  | Canada                       | 6  | 4 | 0   | 1   | 1 | 21 | 12 | +9  | 13 | Hạng ba                          |
| 4  | A  | Cộng hòa Séc                 | 6  | 2 | 2   | 0   | 2 | 16 | 15 | +1  | 10 | Hạng tư                          |
|    |    |                              |    |   |     |     |   |    |    |     |    |                                  |
| 5  | C  | Thụy Điển                    | 4  | 3 | 0   | 1   | 0 | 11 | 5  | +6  | 10 | Bi loại ở Tứ kết                 |
| 6  | C  | Phần Lan                     | 5  | 3 | 0   | 0   | 2 | 16 | 9  | +7  | 9  | Bi loại ở Tứ kết                 |
| 7  | B  | Hoa Kỳ                       | 5  | 2 | 0   | 2   | 1 | 11 | 12 | −1  | 8  | Bi loại ở Tứ kết                 |
| 8  | C  | Na Uy                        | 5  | 0 | 1   | 1   | 3 | 5  | 18 | −13 | 3  | Bi loại ở Tứ kết                 |
|    |    |                              |    |   |     |     |   |    |    |     |    |                                  |
| 9  | B  | Slovenia                     | 4  | 0 | 2   | 1   | 1 | 9  | 14 | −5  | 5  | Bị loại ở Playoff loại trực tiếp |
| 10 | A  | Thụy Sĩ                      | 4  | 1 | 0   | 1   | 2 | 11 | 11 | 0   | 4  | Bị loại ở Playoff loại trực tiếp |
| 11 | B  | Slovakia                     | 4  | 1 | 0   | 1   | 2 | 7  | 12 | −5  | 4  | Bị loại ở Playoff loại trực tiếp |
| 12 | A  | Hàn Quốc (H)                 | 4  | 0 | 0   | 0   | 4 | 3  | 19 | −16 | 0  | Bị loại ở Playoff loại trực tiếp |

## Thống kê

### Vua phá lưới
| Tên             | ST | BT | KT | Đ  | +/− | PIM | VT |
| --------------- | -- | -- | -- | -- | --- | --- | -- |
| Nikita Gusev    | 6  | 4  | 8  | 12 | +7  | 4   | F  |
| Kirill Kaprizov | 6  | 5  | 4  | 9  | +7  | 2   | F  |
| Eeli Tolvanen   | 5  | 3  | 6  | 9  | +1  | 4   | F  |
| Ilya Kovalchuk  | 6  | 5  | 2  | 7  | +5  | 4   | F  |
| Patrick Hager   | 7  | 3  | 4  | 7  | –3  | 4   | F  |
| Maxim Noreau    | 6  | 2  | 5  | 7  | +3  | 0   | D  |
| Derek Roy       | 6  | 2  | 5  | 7  | –2  | 8   | F  |
| Linus Omark     | 4  | 0  | 7  | 7  | +6  | 0   | F  |
| Ryan Donato     | 5  | 5  | 1  | 6  | –1  | 2   | F  |
| Jan Muršak      | 4  | 3  | 3  | 6  | –1  | 0   | F  |

ST = Số trận; BT = Số bàn; KT = Kiến tạo; Đ = Điểm; +/− = Hiệu số bàn thắng khi cầu thủ có mặt trên sân; PIM = Số phút bị phạt; VT = Vị trí; F = Tiền đạo; D = Hậu vệ

Nguồn: IIHF.com Lưu trữ ngày 25 tháng 2 năm 2018 tại Wayback Machine

### Thủ môn hàng đầu
| Tên               | TOI    | GA | GAA  | SA  | Sv%   | SO |
| ----------------- | ------ | -- | ---- | --- | ----- | -- |
| Jonas Hiller      | 211:19 | 4  | 1.14 | 91  | 95.60 | 1  |
| Vasily Koshechkin | 348:08 | 8  | 1.38 | 126 | 93.65 | 2  |
| Mikko Koskinen    | 296:38 | 8  | 1.62 | 117 | 93.16 | 0  |
| Gašper Krošelj    | 188:44 | 6  | 1.91 | 87  | 93.10 | 0  |
| Ben Scrivens      | 149:17 | 4  | 1.61 | 56  | 92.86 | 0  |

TOI = Thời gian trên sân (Phút:Giây); SA = Số cú đánh phải nhận; GA = Số bàn thua; GAA = Số bàn thua trung bình; Sv% = Tỉ lệ cứu thua; SO = Số trận giữ sạch lưới
Nguồn: IIHF.com

## Giải thưởng
- Đội hình tiêu biểu theo báo chí[17]
  - Thủ môn:  Vasily Koshechkin
  - Hậu vệ:  Maxim Noreau,  Vyacheslav Voynov
  - Tiền đạo:  Ilya Kovalchuk,  Pavel Datsyuk,  Eeli Tolvanen
- Cầu thủ xuất sắc nhất:  Ilya Kovalchuk
- Các cầu thủ xuất sắc nhất theo ban tổ chức:
  - Thủ môn:  Danny aus den Birken
  - Hậu vệ:  Vyacheslav Voynov
  - Tiền đạo:  Nikita Gusev

Nguồn: IIHF.com